# Drozdov (Olomouc)
Drozdov é uma comuna checa localizada na região de Olomouc, distrito de Šumperk.